# Joannas dvärgdyvel
Joannas dvärgdyvel (Onthophagus joannae) är en skalbaggsart som beskrevs av Goljan 1953. Joannas dvärgdyvel ingår i släktet Onthophagus och familjen bladhorningar. Enligt den svenska rödlistan är arten sårbar i Sverige. Arten förekommer i Götaland och Gotland. Artens livsmiljö är jordbrukslandskap. Inga underarter finns listade i Catalogue of Life.